# アドゥール・ゴーパーラクリシュナン
アドゥール・ゴーパーラクリシュナン（Adoor Gopalakrishnan、1941年7月3日 - ）は、インドのマラヤーラム語映画で活動する映画監督、映画プロデューサー、脚本家。インドにおいて最も著名な映画製作者の一人と認識されており、1972年に『Swayamvaram』で監督デビューしたゴーパーラクリシュナンは、1970年代のマラヤーラム語映画におけるニュー・ウェーブを開拓した。50年以上にわたるキャリアの中で製作した長編映画は12本のみで、出身地であるケララ州の社会・文化を題材とした作品が多く、作品の大半がヴェネツィア国際映画祭、カンヌ国際映画祭、トロント国際映画祭でプレミア上映されている。この実績から、ゴーパーラクリシュナンはサタジット・レイ、ムリナール・セーンと並び、世界で最も知名度のあるインドの映画監督の一人に挙げられている。
ゴーパーラクリシュナンは国家映画賞を16回受賞しており、これはサタジット・レイ、ムリナール・セーンに次ぐ記録である。また、ケララ州映画賞を17回受賞しており、2016年には同州の最高の映画賞であるJ・C・ダニエル賞を受賞した。さらに長年にわたる映画界への貢献を認められ、1984年にパドマ・シュリー勲章、2006年にパドマ・ヴィブーシャン勲章を授与され、2005年にはインド映画界の最高賞であるダーダーサーヘブ・パールケー賞を受賞した。この他、ウィスコンシン大学ミルウォーキー校には「アドゥール・ゴーパーラクリシュナン・フィルム・アーカイヴ&リサーチ・センター」があり、ゴーパーラクリシュナンの長編映画11本とドキュメンタリー映画数本が保管され、自由に閲覧できるようになっている。

## 生い立ち
ケララ州アドゥール近郊のパリカル村の出身で、現在はティルヴァナンタプラムに居住している。古典芸能に理解のある家庭で、ゴーパーラクリシュナンは8歳の時に舞台演劇に出演しており、学生時代には舞台演劇の脚本や演出を手掛けた。1961年にガンディグラム農村大学で経済学、政治学、行政学の学位を取得後、タミル・ナードゥ州ティンドゥッカル近郊で行政職員（統計調査員）として働き始めるが、翌1962年に退職してプネーのインド映画テレビ研究所に進み、インド政府から奨学金を得ながら脚本・演出技術を学んだ。

## キャリア

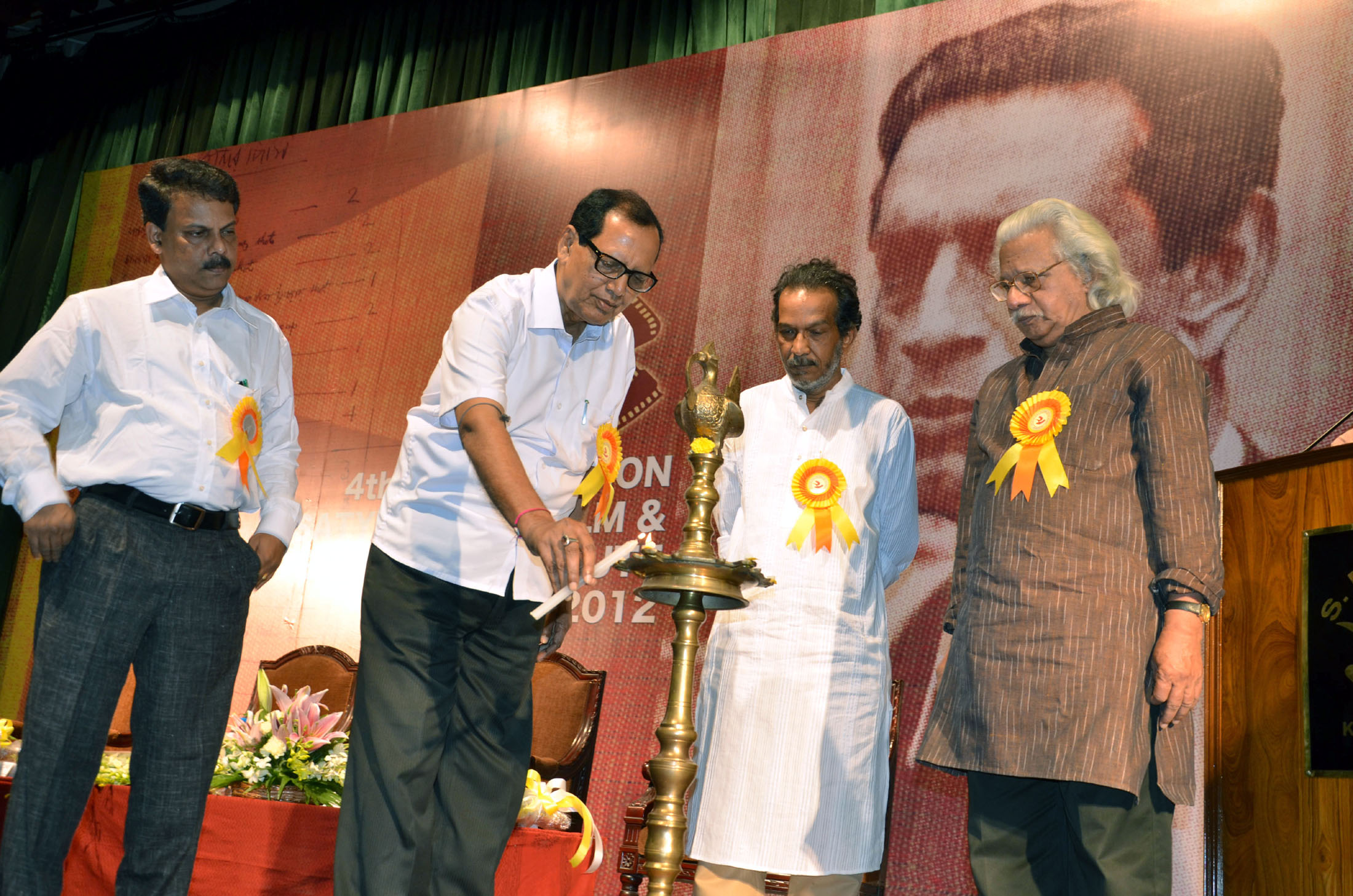
サタジット・レイ映画テレビ研究所の卒業式に来賓として出席するアドゥール・ゴーパーラクリシュナン（2012年）

1965年に卒業後は複数の映画プロデューサーと面会するが仕事を得られず、他の卒業生と共同出資してチトラレーカ映画協会を立ち上げて映画製作を目指し、資金を集めるためタイピストの仕事やドキュメンタリー作品の製作をこなしていた。
1972年に『Swayamvaram』で監督デビューする。ゴーパーラクリシュナンは書き上げた脚本をインド映画財政公社に送り、同社から15万ルピーの融資を受け、さらに彼は10万ルピーを自ら捻出して映画を完成させた。同作はモスクワ国際映画祭、メルボルン国際映画祭、ロンドン映画祭、パリ国際映画祭で上映され高く評価され、2016年には第70回独立記念日に際してニューデリー・テレビジョンが発表した「70 Years, 70 Great Films」の中の1本に選出されている。その後、『Kodiyettam』『ねずみ取り』『Mukhamukham』『Anantaram』『Mathilukal』『従属する者』『マン・オブ・ザ・ストーリー』を製作して批評家から高い評価を得ており、『ねずみ取り』は最も独創的・想像的な作品に贈られる英国映画協会賞を受賞している。しかし、共産主義を題材にした『Mukhamukham』は州内の左派勢力から酷評され、『従属する者』では原作者ポール・ザカリアが「ヒンドゥトヴァによって作品を汚された」と発言したことで論争が起きている。1983年にはエッセイ集『Cinemayude Lokam』を執筆し、国家映画賞 映画書籍賞を受賞した。2000年代に入ってからは、無実の者を処刑した死刑執行人の苦悩を描いた『Nizhalkuthu』、タカジ・シヴァサンカーラー・ピラーイの短編を原作とした『Naalu Pennungal』を製作している。

## 家族
娘のアスワティ・ドルジェは警察官として活動しており、2010年6月にムンバイ市警察副長官に就任した。

## フィルモグラフィー

### 長編映画

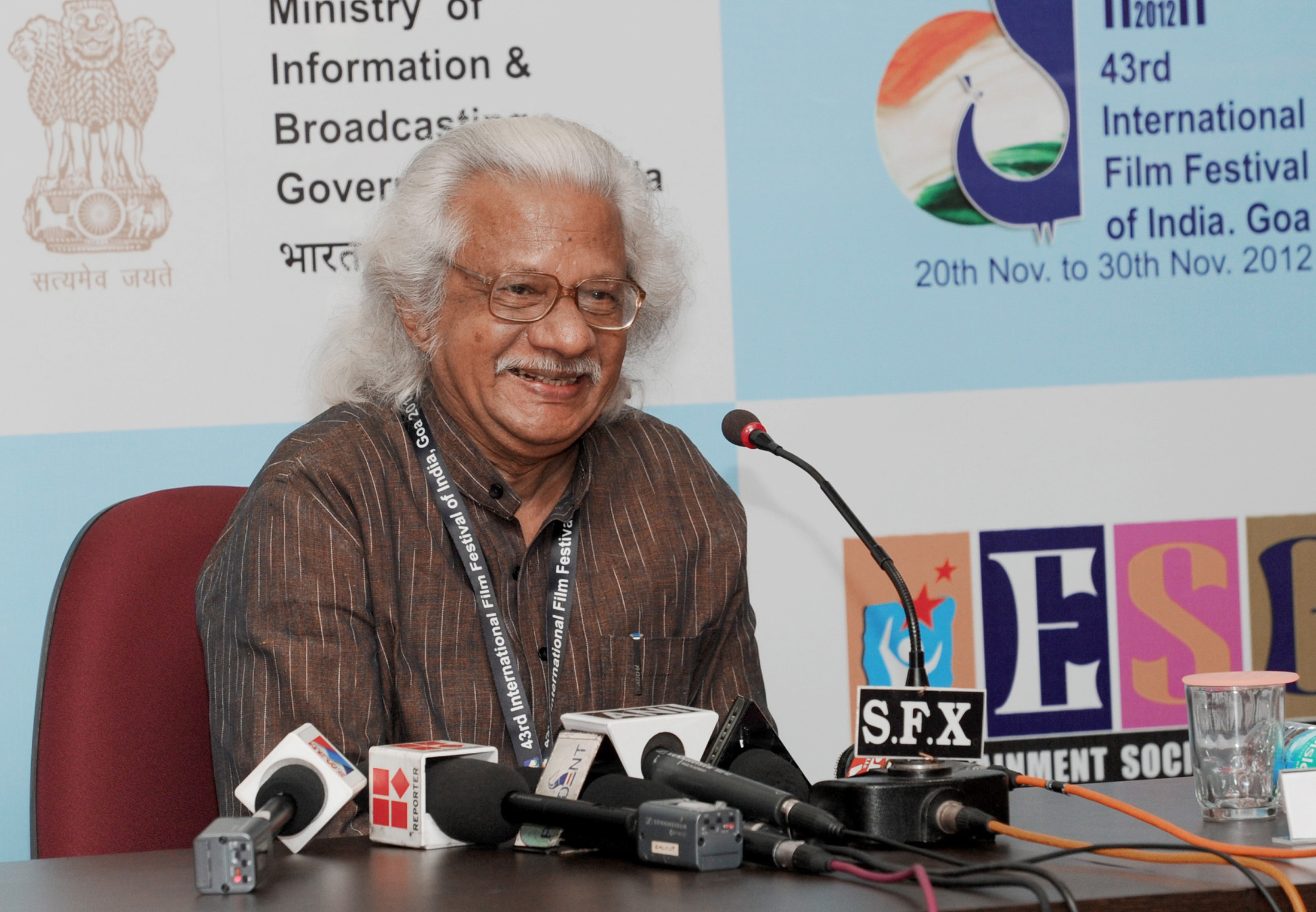
アドゥール・ゴーパーラクリシュナン（2012年）

- Swayamvaram（1972年）
- Kodiyettam（1977年）
- ねずみ取り（英語版）（1981年）
- Mukhamukham（1984年）
- Anantaram（1987年）
- Mathilukal（1990年）
- 従属する者（英語版）（1993年）
- マン・オブ・ザ・ストーリー（1995年）
- Nizhalkuthu（2002年）
- Naalu Pennungal（2007年）
- Oru Pennum Randaanum（2008年）
- Pinneyum（2016年）

### 短編映画
- A Great Day（1965年）
- The Myth（1967年）
- Sukhantyam（2019年）

### ドキュメンタリー映画
- A Day at Kovalam（1966年）
- Danger at Your Door-step（1968年）
- And Man created（1968年）
- Manntharikal（1968年）
- Towards National STD（1969年）
- A Mission of Love（1969年）
- Your Food（1969年）
- Pratisandhi（1970年）
- Romance of Rubber（1971年）
- Kilimanooril Oru Dasalakshadhipati（1973年）
- Guru Chengannur（1974年）
- Past in Perspective（1975年）
- Idukki（1976年）
- Four Shorts on Family Planning（1978年）
- Yakshagana（1979年）
- Chola Heritage（1980年）
- Krishnanattam（1982年）
- Eau/Ganga（1985年）
- Kalamandalam Gopi（1995年）
- Koodiyattam（2001年）
- Kalamandalam Ramankutty Nair（2005年）
- Dance of the Enchantress（2007年）

## 受賞歴
| 受賞年                 | 部門                                          | 作品名                       | 結果 | 出典          |
| 勲章                   | 勲章                                          | 勲章                         | 勲章 | 勲章          |
| ---------------------- | --------------------------------------------- | ---------------------------- | ---- | ------------- |
| 1984年                 | パドマ・シュリー勲章                          | N/A                          | 受賞 | [ 13 ]        |
| 1984年                 | レジオンドヌール勲章                          | N/A                          | 受賞 | [ 14 ]        |
| 2003年                 | 芸術文化勲章                                  | N/A                          | 受賞 | [ 15 ]        |
| 2006年                 | パドマ・ヴィブーシャン勲章                    | N/A                          | 受賞 | [ 16 ]        |
| 名誉学位               |                                               |                              |      |               |
| 1996年                 | マハトマ・ガンディー大学                      | N/A                          | 受賞 | [ 17 ]        |
| 2010年                 | ケララ大学                                    | N/A                          | 受賞 | [ 18 ]        |
| 国家映画賞             |                                               |                              |      |               |
| 1973年                 | 長編映画賞                                    | Swayamvaram                  | 受賞 | [ 19 ]        |
| 1973年                 | 監督賞                                        | Swayamvaram                  | 受賞 | [ 19 ]        |
| 1978年                 | マラヤーラム語長編映画賞                      | Kodiyettam                   | 受賞 | [ 20 ]        |
| 1981年                 | 非長編映画特別賞                              | The Chola Heritage           | 受賞 | [ 21 ]        |
| 1982年                 | マラヤーラム語長編映画賞                      | ねずみ取り                   | 受賞 | [ 22 ]        |
| 1984年                 | 映画書籍賞                                    | Cinemayude Lokam             | 受賞 | [ 23 ]        |
| 1985年                 | 監督賞                                        | Mukhamukham                  | 受賞 | [ 24 ]        |
| 1985年                 | マラヤーラム語長編映画賞                      | Mukhamukham                  | 受賞 | [ 24 ]        |
| 1985年                 | 脚本賞                                        | Mukhamukham                  | 受賞 | [ 24 ]        |
| 1988年                 | 監督賞                                        | Anantharam                   | 受賞 | [ 25 ]        |
| 1988年                 | 脚本賞                                        | Anantharam                   | 受賞 | [ 25 ]        |
| 1990年                 | マラヤーラム語長編映画賞                      | Mathilukal                   | 受賞 | [ 26 ]        |
| 1990年                 | 監督賞                                        | Mathilukal                   | 受賞 | [ 26 ]        |
| 1994年                 | マラヤーラム語長編映画賞                      | 従属する者                   | 受賞 | [ 27 ]        |
| 1996年                 | 長編映画賞                                    | マン・オブ・ザ・ストーリー   | 受賞 | [ 28 ]        |
| 2003年                 | マラヤーラム語長編映画賞                      | Nizhalkuthu                  | 受賞 | [ 29 ]        |
| 2005年                 | ダーダーサーヘブ・パールケー賞                | N/A                          | 受賞 | [ 4 ]         |
| 2009年                 | 監督賞                                        | Naalu Pennungal              | 受賞 | [ 30 ]        |
| ケララ州映画賞         |                                               |                              |      |               |
| 1977年                 | 作品賞                                        | Kodiyettam                   | 受賞 | [ 31 ]        |
| 1977年                 | 監督賞                                        | Kodiyettam                   | 受賞 | [ 31 ]        |
| 1977年                 | 脚本賞                                        | Kodiyettam                   | 受賞 | [ 31 ]        |
| 1981年                 | 作品賞                                        | ねずみ取り                   | 受賞 | [ 31 ]        |
| 1982年                 | ドキュメンタリー映画賞                        | Krishnanattam                | 受賞 | [ 32 ]        |
| 1984年                 | 作品賞                                        | Mukhamukham                  | 受賞 | [ 31 ]        |
| 1984年                 | 監督賞                                        | Mukhamukham                  | 受賞 | [ 31 ]        |
| 1987年                 | 監督賞                                        | Anantharam                   | 受賞 | [ 31 ]        |
| 1993年                 | 作品賞                                        | 従属する者                   | 受賞 | [ 31 ]        |
| 1993年                 | 監督賞                                        | 従属する者                   | 受賞 | [ 31 ]        |
| 1999年                 | ドキュメンタリー映画賞                        | Kalamandalam Gopi            | 受賞 | [ 32 ]        |
| 2004年                 | 映画書籍賞                                    | Cinemanubhavam               | 受賞 | [ 32 ]        |
| 2005年                 | 短編映画賞                                    | Kalamandalam Ramankutty Nair | 受賞 | [ 32 ]        |
| 2008年                 | 作品賞                                        | Oru Pennum Randaanum         | 受賞 | [ 31 ]        |
| 2008年                 | 監督賞                                        | Oru Pennum Randaanum         | 受賞 | [ 31 ]        |
| 2008年                 | 脚本賞                                        | Oru Pennum Randaanum         | 受賞 | [ 31 ]        |
| 2016年                 | J・C・ダニエル賞                              | N/A                          | 受賞 | [ 33 ]        |
| ケララ映画批評家協会賞 |                                               |                              | 受賞 |               |
| 1984年                 | 作品賞                                        | Mukhamukham                  | 受賞 | [ 34 ]        |
| 1987年                 | 監督賞                                        | Anantaram                    | 受賞 | [ 34 ]        |
| 1989年                 | 作品賞                                        | Mathilukal                   | 受賞 | [ 34 ]        |
| 1989年                 | 監督賞                                        | Mathilukal                   | 受賞 | [ 34 ]        |
| 1993年                 | 作品賞                                        | 従属する者                   | 受賞 | [ 34 ]        |
| 1993年                 | 監督賞                                        | 従属する者                   | 受賞 | [ 34 ]        |
| 1995年                 | 作品賞                                        | マン・オブ・ザ・ストーリー   | 受賞 | [ 34 ]        |
| 1995年                 | 監督賞                                        | マン・オブ・ザ・ストーリー   | 受賞 | [ 34 ]        |
| 2016年                 | ルビー・ジュビリー賞                          | N/A                          | 受賞 | [ 34 ]        |
| ロンドン映画祭         |                                               |                              |      |               |
| 1982年                 | サザーランド杯                                | ねずみ取り                   | 受賞 | [ 35 ]        |
| インド映画協会連盟     |                                               |                              |      |               |
| 2002年                 | ジョン・エイブラハム賞 マラヤーラム語映画賞   | Nizhalkuthu                  | 受賞 | [ 36 ]        |
| カイロ国際映画祭       |                                               |                              |      |               |
| 2009年                 | 生涯功労賞                                    | N/A                          | 受賞 | [ 37 ] [ 38 ] |
| ケララ文化アカデミー賞 |                                               |                              |      |               |
| 2013年                 | C・B・クマール賞                              | Cinema Samskaram             | 受賞 | [ 39 ]        |
| アッサム文化協会       |                                               |                              |      |               |
| 2015年                 | ビシュワラトナDr.ブーペン・ハザリカ国際連帯賞 | N/A                          | 受賞 | [ 40 ]        |